# 四柱
四柱（しちゅう、ベトナム語：Tứ trụ / 四柱）とはベトナムの政治最高指導部における主要四役のこと。

## 概要
「四柱」は以下の四役である。国家を指導する政党であるベトナム共産党内序列最上位4名が「四柱」であり、序列トップが書記長（最高指導者）、序列2位、3位、4位の３名がそれぞれ国家元首である国家主席、政府の長である政府首相、憲法上では「ベトナム社会主義共和国の最高の国家権力機関」とされている立法府・国会の議長を務めるのが通例となっている。ベトナムでは江沢民以降の中華人民共和国のように党の最高指導者が国家元首を兼務することをさせず、権限が分散された体制になっている。
数字は共産党内の序列
1. ベトナム共産党中央執行委員会書記長[注 1]（書記長）
2. ベトナム社会主義共和国主席（国家主席）[注 2]
3. ベトナム社会主義共和国政府首相（首相）
4. ベトナム社会主義共和国国会議長（国会議長）

2024年10月時点のベトナムの「四柱」
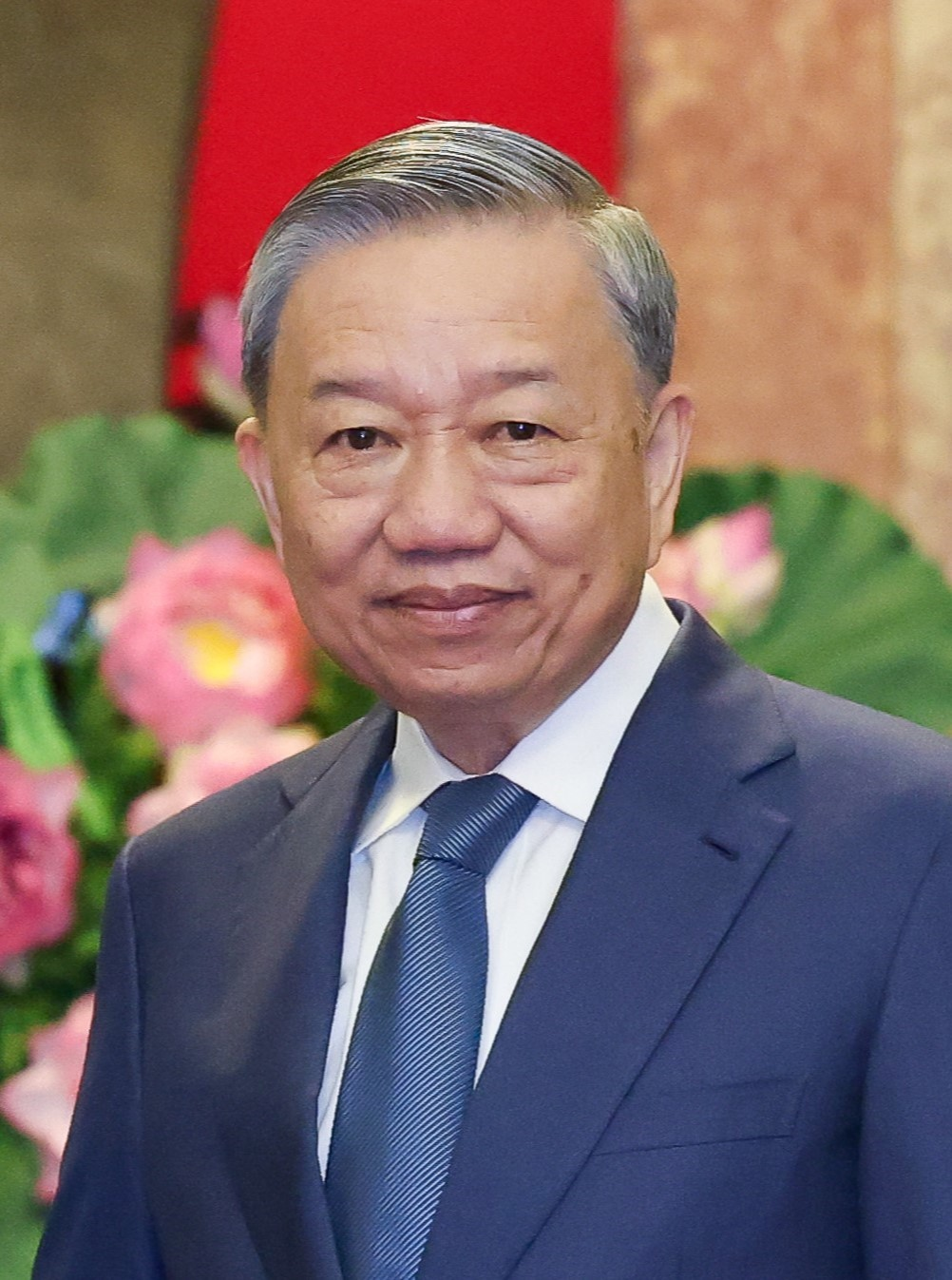
トー・ラム 共産党書記長（最高指導者）
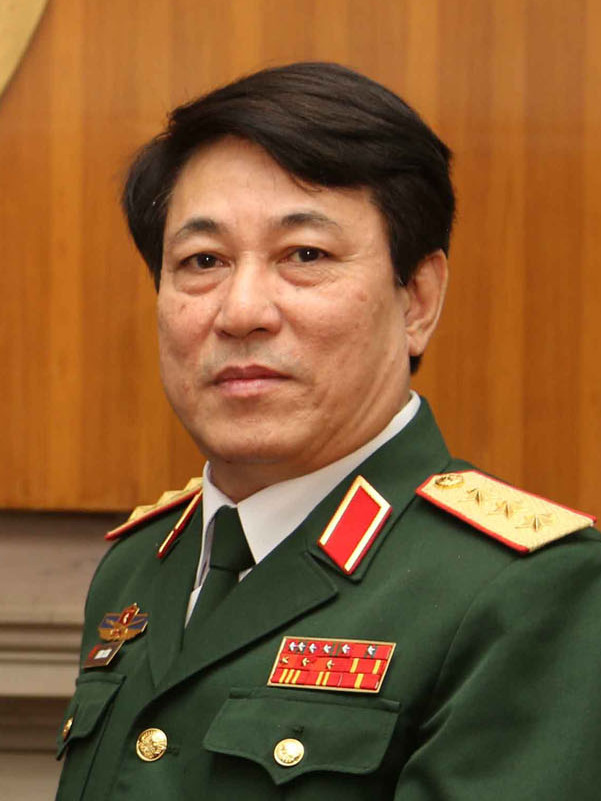
ルオン・クオン 国家主席
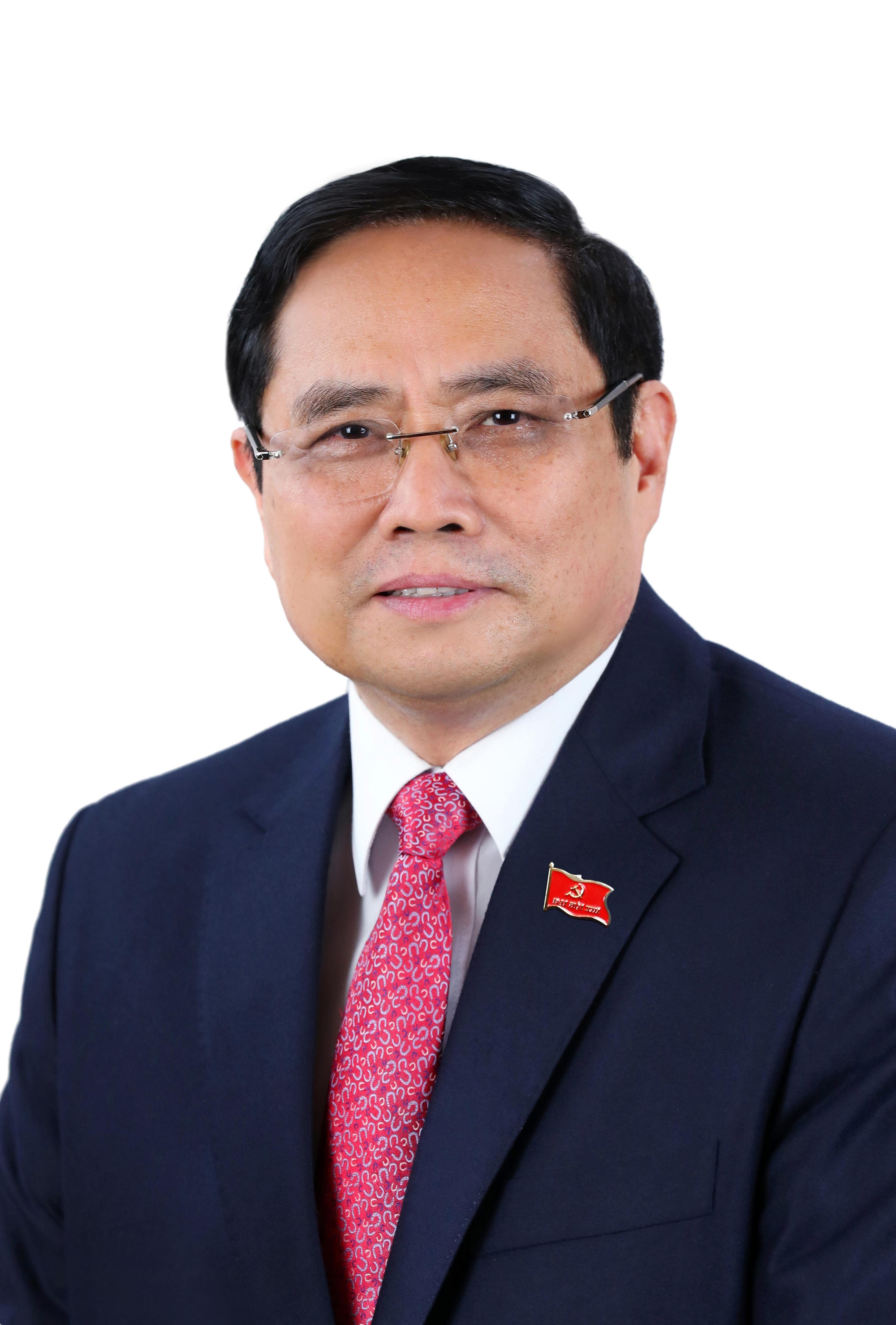
ファム・ミン・チン 首相
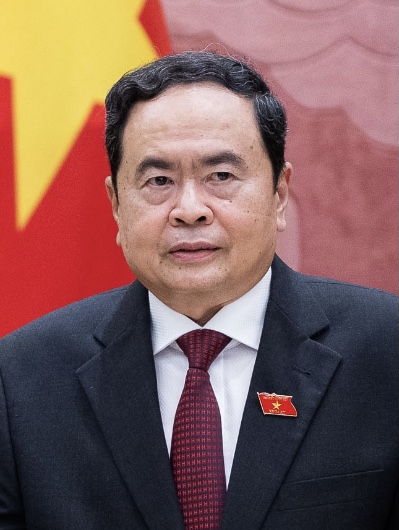
チャン・タイン・マン 国会議長

## 解説
ベトナム共産党を唯一の合法政党とする一党制のベトナムでは、政権首脳人事は、5年に1度開かれるベトナム共産党大会における党幹部人事で事実上決まり、党大会後に開かれる国会で国家機関首脳人事が正式に提案されて承認される流れになっている。ベトナム共産党には党最高指導機関の政治局のメンバー（政治局員）が18名おり、その中の実力者が主要四役（書記長、国家主席、首相、国会議長）の「四柱」として選出される。
四柱選出の明文化ルールとしては、党大会で党のトップである書記長が選出され、党大会後に開かれる国会で国のトップ（元首）である国家主席、行政府の長である首相、立法府の長である国会議長が選出される。書記長は国会議員でなくても就任できるが、憲法の規定上で国家主席、首相、国会議長に就任するには、国会議員の資格がなくてはならない。
なお、ベトナムでは書記長と国家主席は兼任せずに別人が就任することが慣例化しており（後述）、ベトナム政治は一党制ながら独裁者をつくらずに四柱による集団指導体制となっている。1975年にベトナム戦争が終結して南北統一ベトナムが樹立してからは書記長、国家主席、首相の三者による集団指導体制だったことからトロイカ体制とも呼ばれていたが、2000年代に入ってから国会議長も加えた四者による集団指導体制となった。
四柱のポストは北部、中部、南部と出身者の地域バランスを配慮して分配することが慣例であり、ベトナム戦争に勝利した北部出身者が書記長を占めることが多い。
ベトナムにおいて政府専用機を公務で利用できるのは四柱に限られている。

## 書記長と国家主席
ベトナムでは党のトップである書記長と国のトップ（元首）である国家主席は兼任せずに同時期には2人が個別に就任するのが慣例となっている。四柱の2つである書記長と国家主席は兼任しないことは、ベトナム政治における集団指導体制を特徴づける要因の1つになっている。
他の一党制の社会主義国家と同様に党が国家に対して優位に立つため、国家における役職よりも党における役職のほうが意味を持つ仕組みであり、序列は1位が書記長、2位が国家主席となっている。
ベトナム人民軍は名目上は憲法で国家主席が統率すると規定されており、国家主席がベトナム人民軍の最高指揮者であるが、事実上はベトナム共産党書記長をトップとするベトナム共産党中央軍事委員会が最高意思決定機関となっており、中央軍事委員会書記でもあるベトナム共産党書記長が事実上のベトナム人民軍の最高指揮者である。
例外的に党のトップである書記長と国のトップである国家主席が兼任になった例として以下がある。
- ホー・チ・ミン（1956年11月1日 - 1960年9月10日） - チュオン・チン第一書記解任に伴い、国家主席が第一書記を兼任していた。なお、第一書記は党内序列2位であり、党内序列1位は党主席であったホー・チ・ミンであったが、日常的な党務は第一書記が行っていた。
- チュオン・チン（1986年7月10日 - 1986年12月18日） - レ・ズアン書記長死去に伴い、国家主席に相当する国家評議会議長が書記長を兼任していた。
- グエン・フー・チョン（2018年10月23日 - 2021年4月5日） - チャン・ダイ・クアンの死去に伴い、書記長が国家主席を兼任していた。
- トー・ラム（2024年8月3日 - 2024年10月21日） - グエン・フー・チョンの死去に伴い、国家主席が書記長を兼任。

ベトナム政治の最高指導者である書記長が外国に訪問した際に、接受国から国家元首としては処遇しにくいという態度を示されることがあることから、書記長に国家元首を恒常的に兼務させる人事制度が浮上することがあるが、集団指導体制が崩れるとして反発する意見がある。